# NGC 6340
NGC 6340 é uma galáxia espiral (S0-a) localizada na direcção da constelação de Draco. Possui uma declinação de +72° 18' 17" e uma ascensão recta de 17 horas, 10 minutos e 23,9 segundos.
A galáxia NGC 6340 foi descoberta em 6 de Junho de 1788 por William Herschel.